# Nike (företag)
Nike, Inc. (uttalas naj-ki eller najk), tidigare Blue Ribbon Sports, är ett amerikanskt företag inom sportindustri med huvudkontor nära Beaverton i delstaten Oregon i USA.
Nike är idag marknadsledare inom sportutrustningsindustrin och har en dominerande ställning på flera marknader, inte minst på hemmamarknaden i USA.

## Historia
Nike grundades av Phil Knight 1964, men företaget hette Blue Ribbon Sports till 1971. Knight hade då importerat sportskor från Asien och sålt till amerikanska löpare. Ett av de märken han importerade hette Onitsuka Tiger (som senare bytte namn till ASICS). Knight och Bill Bowerman utvecklade dessa skor för den amerikanska marknaden. Nikes logo, den så kallade swooshen, skapades 1971 av designstudenten Carolyn Davidson vid Portland State University. Namnet är taget efter den grekiska segergudinnan Nike. Bowerman var mannen bakom de epokgörande nikeskorna med "våfflade" undersidor. Phil Knight å sin sida låg bakom företagets slogan "Just do it".
Under 1980-talet fortsatte framgångarna för Nike som blev marknadsledande. Nike hade stora framgångar med skon Air Jordan med basketstjärnan Michael Jordan som galjonsfigur. En dominerande ställning i USA följdes av satsningar på Europa där man blivit en maktfaktor som sponsor inom fotbollen där Adidas tidigare hade en dominerande ställning.
Nike är idag ett av världens största märken inom sportindustrin. Nike har inte minst på den viktiga USA-marknaden stora marknadsandelar. Företaget anses också varit drivande i flytten av skotillverkning till låglöneländer i Sydostasien. Knight var en av dem som skapade skoindustrin i sydkoreanska Busan genom sin import och start av tillverkning där.

## Without Limits
Filmen Without Limits utspelar sig under Nikes första år och skildrar hur den amerikanske löparen Steve Prefontaine börjar använda Nikeskor. Donald Sutherland spelar tränaren Bill Bowerman som tillsammans med Phil Knight grundade Nike. Tom Cruise har producerat filmen.

## Skomodeller
- Nike Mercurial Vapor IV är en av Nikes mest populära fotbollsskor. Det är många kända spelare som spelar med skon, exempelvis Eden Hazard i Chelsea, Zlatan Ibrahimović i AC Milan, Neymar Jr i FC Barcelona, Cristiano Ronaldo i Real Madrid, Franck Ribéry i Bayern München och Andrej Arsjavin i Zenit Sankt Petersburg. Den mest kända spelaren som använder Nike Mercurial Vapor IV är förmodligen Neymar Jr. Skorna är gjorda i syntetmaterial för att de ska väga så lite som möjligt.
- Nike AirForce One är Nike’s mest sålda sko, även världens mest sålda sko. Skon kom till 1982 och har haft samma design sen dess. Skon är i vitt läder och har den klassiska Nike-loggan på sidan av skon.  längst fram på skosnöret finns en metallplatta med texten ”AF1” vilket står för AirForce One. Skon finns även i Svart.
- Nike Tennis Classic har funnits och finns i många färger både vad gäller själva skon och swooshen. Mest känd är "originalet" som är vit med ljusblå swoosh. Just den klassiska designen gjordes av svensken Krister Rignell, som också var också en av männen baokom Nikes ankomst till Sverige. År 1982 kallades skon "Nike Wimbledon" och användes av John McEnroe när han spelade tennis. Innersulan var då löstagbar och fodret i hälkappan var blått.
- Nike Air Max som lanserades 1987, är en populär skomodell inom subkulturer, exempelvis hiphop.
- Nike Air Jordan är några av Nikes mest kända och populära sneakers genom tiderna. Air Jordan fick sitt genombrott i och med Michael Jordans karriär och en hel serie Jordan producerades fram till Air Jordan 23 som markerade slutet på en era.